# IC 3950
IC 3950 ist eine Galaxie vom Hubble-Typ S im Sternbild Coma Berenices am Nordsternhimmel, die schätzungsweise 854 Millionen Lichtjahre von der Milchstraße entfernt ist.

Im selben Himmelsareal befinden sich u. a. die Galaxien IC 3938, IC 3939, IC 3951, IC 3965.
Das Objekt wurde am 27. Januar 1904 von Max Wolf entdeckt.